# Куэва, Хуан де ла
Хуа́н де ла Куэ́ва (исп. Juan de la Cueva; 1550, Севилья — 1609 или 1610) — испанский поэт и драматург.
Родился в знатной семье. В 1606 году опубликовал «Поэтический образец» (исп. Ejemplar poético). Это первая в испанской литературе попытка создать в дидактической поэме, проникнутой национальным духом, правила о поэтическом искусстве, нечто вроде «Поэтики» Горация. Написанный терцетами, «Ejemplar poético» Куэва содержит в себе немало остроумных критических замечаний, однако в нём нет метода и последовательности. Куэва написал множество талантливых, но мало выдержанных произведений из самых разных областей литературы. Из драм Куэва лучшими считаются «Comedia del sacro de Roma y muerte de Borbón», «Siete Infantes de Lara», «Bernardo de Carpio». Комедия «Клеветник» (исп. El Infamador) интересна тем, что её герой, Леусино, послужил для Тирсо де Молина одним из источников образа Дон Жуана.